# Антички Коринт
Коринт (/ˈkɒrɪnθ/ ; лат. Corinthus) је био град-држава (полис) на Коринтској превлаци, уском појасу земље који спаја полуострво Пелопонез са копном Грчке, отприлике на пола пута између Атине и Спарте. Модерни град Коринт налази се отприлике 5 km (3,1 mi) североисточно од древних рушевина. Од 1896. године, систематска археолошка истраживања Коринтских ископавања од стране Америчке школе класичних студија у Атини открила су велике делове древног града, а недавна ископавања која је спровело грчко Министарство културе изнела су на видело важне нове аспекте антике.
За хришћане, Коринт је добро познат из два писма апостола Павла у Новом завету, Прва посланица Коринћанима и Друга посланица Коринћанима. Коринт се такође помиње у Делима апостолским као део мисионарских путовања апостола Павла. Поред тога, друга књига Паусанијиног Опис Грчке посвећена је Коринту.
Древни Коринт био је један од највећих и најважнијих градова Грчке, са популацијом од 90.000 становника 400. године п. н. е. Римљани су срушили Коринт 146. п. н. е., изградили нови град на његовом месту 44. п. н. е., а касније га учинили провинцијском престоницом Грчке.

## Историја

### Географски положај и топографија
Геофизичка ситуација у Коринту је на много начина идеална за људско становање. Град се налази на две велике геоморфне терасе, на чијем се јужном рубу налазе и обрадиве равнице и бројни природни извори. Ове обилне изворе свеже воде додатно допуњују сезонске реке које се спуштају из долине Агиос Василиос и планине Зирија. Природни дренажни обрасци у региону формирали су широку долину, омогућавајући кретање возила и пешака између тераса.
Геолошки састав Коринта обезбедио је основне материјале за изградњу града. Оолитски кречњак из морских пешчаних барова у региону коришћен је у великој мери како у домаћој тако и у јавној архитектури, а локални коринтски камен је вађен у великим количинама и широко тргован широм Егеја. Овај ресурс допуњују обилна локална налазишта калкареозног лапорца, која су служила као богат извор за производњу керамике. Ови лапорци, када се ископају, осуше, самељу, загреју и помешају са водом, стварали су веома обрадиву глину, одличну за производњу лаких керамичких посуда. Грнчарија направљена од коринтског кречњачког бетона извожена је у широком обиму у различитим периодима.

### Праисторија и митови о оснивању
Неолитска грнчарија сугерише да је локалитет Коринта био насељен најмање од 6500. п. н. е., и континуирано насељен до раног бронзаног доба, када се, како се сугерише, насеље понашало као трговачки центар. Међутим, постоји огроман пад у керамичким остацима током ранохеладске II фазе и само ретки керамички остаци у ЕХIII и МХ фазама; стога се чини да је подручје било веома ретко насељено у периоду непосредно пре микенског периода. Постојало је насеље на обали близу Лехајона које је трговало преко Коринтског залива; сам локалитет Коринта вероватно није био поново густо насељен све до око 900. п. н. е., када се верује да су се Дорци ту населили. Према коринтском миту како га преноси Паусанија, град је основао Коринт, потомак бога Зевса. Међутим, други митови тврде да га је основала богиња Ефира, кћи Титана Океана, па отуда и древно име града (такође Ефира).
Чини се вероватним да је Коринт такође био место микенског палатног града из бронзаног доба, попут Микене, Тиринта или Пилоса. Према миту, Сизиф је био оснивач лозе древних краљева у Коринту. Такође је у Коринту Јасон, вођа Аргонаута, напустио Медеју. Каталог бродова у Илијади наводи Коринћане међу контингентом који се борио у Тројанском рату под вођством Агамемнона.
У коринтском миту који је Паусанији испричан у 2. веку н. е., Бријареј, један од Хекатонхира, био је арбитар у спору између Посејдона и Хелија, богова мора и сунца. Његова пресуда је била да Коринтска превлака, подручје најближе мору, припада Посејдону, а акропољ Коринта (Акрокоринт), најближи небу, припада Хелију.
Извор Горња Пирена налази се унутар зидина акропоља. Паусанија (2.5.1) каже да га је ту поставио Асоп, враћајући дуг Сизифу за информацију о отмици Егине од стране Зевса. Према легенди, крилати коњ Пегаз пио је на извору, и био је ухваћен и укроћен од стране коринтског хероја Белерофонта.

### Коринт под Бахијадима
Коринт је био забити крај у Грчкој у 8. веку п. н. е. Бахијади (грч. Βακχιάδαι) били су чврсто повезан дорски клан и владајућа родовска група архаичног Коринта у 8. и 7. веку п. н. е., периоду ширења коринтске културне моћи. Године 747. п. н. е. (традиционални датум), аристократија је збацила Бахијаде Притане и поново успоставила краљевство, отприлике у време када је Краљевина Лидија (ендонимски Basileia Sfard) била на врхунцу, што се поклапа са успоном Басилеуса Мелеса, краља Лидије. Бахијади, којих је било можда неколико стотина одраслих мушкараца, преузели су власт од последњег краља Телеста (из куће Сизифа) у Коринту. Бахијади су укинули краљевство и владали као група, управљајући градом тако што су годишње бирали притана (који је обављао краљевску дужност током свог кратког мандата), вероватно савет (иако ниједан није посебно документован у оскудним књижевним материјалима), и полемарха да води војску.
Током владавине Бахијада од 747. до 650. п. н. е., Коринт је постао уједињена држава. У то време изграђене су велике јавне зграде и споменици. Године 733. п. н. е., Коринт је основао колоније у Крфу и Сиракузи. До 730. п. н. е., Коринт се појавио као веома напредан грчки град са најмање 5.000 људи.
Аристотел прича причу о Филолају из Коринта, Бахијаду који је био законодавац у Теби. Постао је љубавник Диокла, победника Олимпијских игара. Обојица су живели до краја живота у Теби. Њихови гробови су изграђени један близу другог, а Филолајев гроб је окренут ка коринтској земљи, док је Диоклов окренут у супротном смеру.
Године 657. п. н. е., полемарх Кипсел добио је пророчанство из Делфа које је протумачио као знак да треба да влада градом. Он је преузео власт и протерао Бахијаде.

### Коринт под тиранима
Кипсел (грч. Κύψελος) био је први тиранин Коринта у 7. веку п. н. е. Од 658. до 628. п. н. е., уклонио је аристократију Бахијада са власти и владао три деценије. Изградио је храмове Аполону и Посејдону 650. п. н. е.
Кипсел је био син Етиона и унакажене жене по имену Лабда. Био је члан рода Бахијада и узурпирао је власт по архаичном матријархалном праву своје мајке. Према Херодоту, Бахијади су чули два пророчанства из делфског пророчишта да ће син Етиона збацити њихову династију, и планирали су да убију бебу чим се роди. Међутим, новорођенче се осмехнуло сваком од људи послатих да га убију, и ниједан од њих није могао да поднесе да зада ударац Лабда је затим сакрила бебу у ковчег, и људи га нису могли наћи када су се прибрали и вратили да га убију. (Упоредите са детињством Персеја.) Слоновачки ковчег Кипсела био је богато обрађен и украшен златом. Био је то заветни дар у Олимпији, где га је Паусанија детаљно описао у свом путопису из 2. века н. е.
Кипсел је одрастао и испунио пророчанство. Коринт је био умешан у ратове са Аргосом и Крфом, а Коринћани су били незадовољни својим владарима. Кипсел је у то време (око 657. п. н. е.) био полемарх, архонт задужен за војску, и искористио је свој утицај на војнике да протера краља. Такође је протерао и своје друге непријатеље, али им је дозволио да оснују колоније у северозападној Грчкој.
Такође је повећао трговину са колонијама у Италији и на Сицилији. Био је популаран владар и, за разлику од многих каснијих тирана, није му била потребна телесна стража и умро је природном смрћу. Аристотел извештава да је „Кипсел из Коринта дао завет да ће, ако постане господар града, понудити Зевсу целокупну имовину Коринћана. Сходно томе, наредио им је да поднесу извештај о својој имовини.“
Град је слао колонисте да оснивају нова насеља у 7. веку п. н. е., под владавином Кипсела (в. 657–627. п. н. е.) и његовог сина Периандра (в. 627–587. п. н. е.). Та насеља су била Епидамнос (данашњи Драч, Албанија), Сиракуза, Амбракија, Крф (данашњи град Крф), и Анакторијум. Периандар је такође основао Аполонију у Илирији (данашњи Фјер, Албанија) и Потидеју (у Халкидикију). Коринт је такође био један од девет грчких градова-спонзора који су основали колонију Наукратис у Античком Египту, основану да би се прилагодила растућем обиму трговине између грчког света и фараонског Египта током владавине фараона Псаметиха I из 26. династије.
Владао је тридесет година, а наследио га је као тиранин његов син Периандар 627. п. н. е. Ризница коју је Кипсел изградио у Делфима очигледно је још увек стајала у време Херодота, а Кипселов ковчег је видео Паусанија у Олимпији у 2. веку н. е. Периандар је довео Крф у ред 600. п. н. е.
Периандар се сматрао једним од Седам мудраца Грчке. Током његове владавине коване су прве коринтске кованице. Био је први који је покушао да пресече Истам како би створио морски пут између Коринтског и Саронског залива. Напустио је подухват због екстремних техничких потешкоћа са којима се сусрео, али је уместо тога створио Диолкос (каменом изграђену копнену рампу). Ера Кипселида била је златно доба Коринта, и завршила се са Периандровим нећаком de, названим по хеленофилском египатском фараону Псаметиху I (види горе).
Периандар је убио своју жену Мелису. Његов син Ликофрон је то сазнао и избегавао га је, а Периандар је протерао сина на Крф. Периандар је касније желео да га Ликофрон замени као владар Коринта, и убедио га је да се врати кући у Коринт под условом да Периандар оде на Крф. Крфљани су чули за ово и убили су Ликофрона да би се решили Периандра.

### Коринт после тирана
581. п. н. е.: Периандров нећак и наследник је убијен, чиме се завршава тиранија.
581. п. н. е.: Истамске игре су успоставиле водеће породице.
570. п. н. е.: становници су почели да користе сребрне кованице назване 'ждрепци'.
550. п. н. е.: Изградња Аполоновог храма у Коринту (почетак треће четвртине 6. века п. н. е.).
550. п. н. е.: Коринт се удружио са Спартом.
525. п. н. е.: Коринт је формирао помирљиви савез са Спартом против Аргоса.
519. п. н. е.: Коринт је посредовао између Атине и Тебе.
Око 500. п. н. е.: Атињани и Коринћани су молили Спартанце да не науде Атини враћањем тиранина.
Непосредно пре класичног периода, према Тукидиду, Коринћани су развили трирему која је постала стандардни ратни брод Медитерана до касног римског периода. Коринт је водио прву забележену поморску битку против хеленског града Крфа. Коринћани су такође били познати по свом богатству због стратешког положаја на превлаци, кроз коју је сав копнени саобраћај морао да прође на путу за Пелопонез, укључујући гласнике и трговце.

### Класични Коринт
У класичним временима, Коринт се такмичио са Атином и Тебом у богатству, заснованом на истамском саобраћају и трговини. До средине 6. века, Коринт је био главни извозник црнофигуралне грнчарије у градове-државе широм грчког света, касније изгубивши тржиште од атинских занатлија. У класичним временима и раније, Коринт је имао храм Афродите, богиње љубави, који је запошљавао око хиљаду хетера (храмовних проститутки) (види такође Храмовна проституција у Коринту). Град је био познат по овим храмовним проституткама, које су служиле богатим трговцима и моћним званичницима који су посећивали град. Лаиса, најпознатија хетера, наводно је наплаћивала огромне накнаде за своје изузетне услуге. Позивајући се на претерани луксуз града, Хорације је цитиран како каже: "лат. non licet omnibus adire Corinthum" ("није свакоме дозвољено да иде у Коринт").
Коринт је такође био домаћин Истамских игара. Током ове ере, Коринћани су развили Коринтски стил, трећи главни стил класичне архитектуре после Дорског и Јонског. Коринтски стил био је најсложенији од три, показујући богатство града и луксузан начин живота, док је дорски стил евоцирао ригорозну једноставност Спартанаца, а јонски је био хармоничан баланс између ова два, пратећи космополитску филозофију Јоњана попут Атињана.
Град је имао две главне луке: на западу на Коринтском заливу налазио се Лехајон, који је повезивао град са његовим западним колонијама (грчки: апоикиаи) и Магна Граециа, док је на истоку на Саронском заливу лука Кенхреја служила бродовима који су долазили из Атине, Јоније, Кипра и Леванта. Обе луке имале су докове за велику градску морнарицу.
491. п. н. е., Коринт је посредовао између Сиракузе и Геле на Сицилији.
Током година 481–480. п. н. е., Конференција на Коринтској превлаци (након конференција у Спарти) успоставила је Хеленски савез, који се удружио под Спартанцима да би водио рат против Персије. Град је био главни учесник у Персијским ратовима, шаљући 400 војника да бране Термопиле и снабдевајући четрдесет ратних бродова за Битку код Саламине под Адеимантом и 5.000 хоплита са њиховим карактеристичним коринтским шлемовима) у следећој Бици код Платеје. Грци су добили предају тебанских сарадника са Персијанцима. Паусанија их је одвео у Коринт где су погубљени.
Након Битке код Термопила и следеће Битке код Артемизија, што је резултирало заузимањем Еубеје, Беотије и Атике, Грчко-персијски ратови су били у тачки где је већина копнене Грчке северно од Коринтске превлаке била прегажена.
Херодот, за кога се веровало да не воли Коринћане, помиње да су сматрани другим најбољим борцима после Атињана.
458. п. н. е., Коринт је поражен од Атине код Мегаре.

#### Пелопонески рат
435. п. н. е., Коринт и његова колонија Крф су заратили око Епидамна. 433. п. н. е., Атина се удружила са Крфом против Коринта. Коринтски рат против Крфљана био је највећа поморска битка између грчких градова-држава до тог времена. 431. п. н. е., један од фактора који су довели до Пелопонеског рата био је спор између Коринта и Атине око Крфа, који је вероватно проистекао из традиционалног трговинског ривалства између два града или, како Тукидид наводи – спора око колоније Епидамна.
Сиракужани су послали изасланике у Коринт и Спарту да траже савезнике против атинске инвазије. Коринћани су „одмах гласали да помогну [Сиракужанима] срцем и душом“. Коринћани су такође послали групу у Лакедемон да подстакну спартанску помоћ. Након убедљивог говора атинског одметника Алкибијада, Спартанци су се сложили да пошаљу трупе у помоћ Сицилијанцима.
404. п. н. е., Спарта је одбила да уништи Атину, што је разљутило Коринћане. Коринт се придружио Аргосу, Беотији и Атини против Спарте у Коринтском рату.
Демостен је касније користио ову историју у апелу за великодушну државничку вештину, напомињући да су Атињани из прошлости имали добар разлог да мрзе Коринћане и Тебанце због њиховог понашања током Пелопонеског рата, али нису гајили никакву злобу.

#### Коринтски рат
395. п. н. е., након завршетка Пелопонеског рата, Коринт и Теба, незадовољни хегемонијом својих спартанских савезника, прешли су да подрже Атину против Спарте у Коринтском рату.
Као пример суочавања са опасношћу са знањем, Аристотел је користио пример Аргиваца који су били приморани да се супротставе Спартанцима у бици код Дугих зидова Коринта 392. п. н. е.

#### 379–323. п. н. е.
379. п. н. е., Коринт, вративши се Пелопонеском савезу, придружио се Спарти у покушају да порази Тебу и на крају преузме Атину.
366. п. н. е., Атинска скупштина наредила је Харесу да окупира атинског савезника и инсталира демократску владу. Ово није успело када су се Коринт, Флијунт и Епидаур удружили са Беотијом.
Демостен прича како се Атина борила са Спартанцима у великој бици близу Коринта. Град је одлучио да не прими поражене атинске трупе, већ је послао гласнике Спартанцима. Али коринтски гласници су отворили своје капије пораженим Атињанима и спасили их. Демостен напомиње да су они „изабрали да заједно са вама, који сте били у бици, претрпе шта год да се деси, радије него да без вас уживају у сигурности која не укључује опасност.“ Ови сукоби су додатно ослабили градове-државе Пелопонеза и поставили сцену за освајања Филипа II Македонског.
Демостен је упозорио да војна снага Филипа превазилази снагу Атине и да стога морају развити тактичку предност. Он је истакао важност грађанске војске у односу на најамничку снагу, наводећи најамнике из Коринта који су се борили заједно са грађанима и поразили Спартанце.
338. п. н. е., након што је поразио Атину и њене савезнике, Филип II Македонски је створио Коринтски савез да уједини Грчку (укључујући Коринт и Македонију) у рату против Персије. Филип је именован за хегемона Савеза.
У пролеће 337. п. н. е., Други конгрес у Коринту успоставио је Општи мир.

### Хеленистички период
До 332. п. н. е., Александар Велики је контролисао Грчку, као хегемон.
Током хеленистичког периода, Коринт, као и многи други грчки градови, никада није имао потпуну аутономију. Под наследницима Александра Великог, Грчка је била спорно подручје, а Коринт је повремено био поприште сукоба између Антигонида, са седиштем у Македонији, и других хеленистичких сила. 308. п. н. е., град су од Антигонида заузели Птолемеј I, који је тврдио да долази као ослободилац Грчке од Антигонида. Међутим, град је поново заузео Деметрије 304. п. н. е.
Коринт је остао под антигонидском контролом пола века. После 280. п. н. е., њиме је владао верни гувернер Кратер; али, 253/2. п. н. е., његов син Александар Коринтски, подстакнут птолемејским субвенцијама, одлучио је да изазове македонску превласт и тражи независност као тиранин. Вероватно је отрован 247. п. н. е.; након његове смрти, македонски краљ Антигон II Гоната поново је заузео град у зиму 245/44. п. н. е.
Македонска владавина је била краткотрајна. 243. п. н. е., Арат из Сикиона, користећи изненадни напад, заузео је тврђаву Акрокоринт и убедио грађанство да се придружи Ахајском савезу.
Захваљујући савезничком споразуму са Аратом, Македонци су поново освојили Коринт 224. п. н. е.; али, након римске интервенције 197. п. н. е., град је трајно припојен Ахајском савезу. Под вођством Филопемена, Ахајци су преузели контролу над целим Пелопонезом и учинили Коринт престоницом своје конфедерације.

### Класична римска ера

#### Римска окупација и развој
146. п. н. е., Рим је објавио рат Ахајском савезу. Низ римских победа кулминирао је Битком код Коринта, након чега је војска Луције Мумије опсела, заузела и спалила град. Мумије је убио све мушкарце и продао жене и децу у ропство; касније је добио когномен лат. Achaicus као освајач Ахајског савеза. Постоје археолошки докази о минималном становању у годинама након тога, али Коринт је остао углавном напуштен док Јулије Цезар није поново основао град као лат. Colonia Laus Iulia Corinthiensis ("колонија Коринт у част Јулија") 44. п. н. е., непосредно пре његовог атентата. У то време изграђен је амфитеатар (37° 54′ 35″ С; 22° 53′ 31″ И / 37.909824° С; 22.892078° И).
Под Римљанима, Коринт је обновљен као велики град у јужној Грчкој или Ахаји. Имао је велику мешовиту популацију Римљана, Грка и Јевреја. Град је био важно место за активности Римског царског култа, а и Храм Е и Јулијанска базилика су предложени као локације активности царског култа.

#### Нови завет Коринт
Коринт се помиње много пута у Новом завету, углавном у вези са мисијом апостола Павла тамо, сведочећи о успеху Цезаровог поновног оснивања града. Традиционално се верује да је Црква у Коринту основао Павле, чинећи је Апостолском столицом.
Апостол Павле је први пут посетио град 49. или 50. године н. е., када је Галион, брат Сенеке, био проконзул Ахаје. Павле је овде боравио осамнаест месеци (види Acts 18:11). Овде се први пут упознао са Прискилом и Акилом, са којима је касније путовао. Овде су заједно радили као шаторџије (одакле потиче модеран хришћански концепт израде шатора), и редовно су посећивали синагогу.
51/52. године н. е., Галион је председавао суђењу апостолу Павлу у Коринту. Сила и Тимотеј су се поново придружили Павлу овде, последњи пут га видевши у Береји (Acts 18:5). Acts 18:6 сугерише да је јеврејско одбијање да прихвати његово проповедање овде навело Павла да одлучи да више не говори у синагогама где је путовао: „Од сада ћу ићи незнабошцима“.  Међутим, по доласку у Ефес (Acts 18:19), наратив бележи да је Павле отишао у синагогу да проповеда. Павле је написао најмање две посланице хришћанској цркви, Прва посланица Коринћанима (написана из Ефеса) и Друга посланица Коринћанима (написана из Македоније). Обе канонске посланице повремено одражавају сукоб између мисионарских амбиција напредне хришћанске цркве и снажне жеље да остане одвојена од околне заједнице.
Неки научници верују да је Павле посетио Коринт ради средње „болне посете“ (види 2 Corinthians 2:1) између прве и друге посланице. Након што је написао другу посланицу, остао је у Коринту око три месеца у касну зиму, и тамо написао своју Посланицу Римљанима.
На основу трагова унутар самих коринтских посланица, неки научници су закључили да је Павле написао можда чак четири посланице цркви у Коринту. Само две се налазе у хришћанском канону (Прва посланица Коринћанима и Друга посланица Коринћанима); друга два писма су изгубљена. (Изгубљена писма би вероватно представљала прво писмо које је Павле написао Коринћанима и треће, па би Прво и Друго писмо канона били друго и четврто ако су написана четири.) Многи научници мисле да је треће (познато као „писмо суза“; види 2 Кор 2:4) укључено у канонску Друга посланица Коринћанима (то би била поглавља 10–13). Ово писмо не треба мешати са  „Трећа посланица Коринћанима“, која је псеудепиграфско писмо написано много година након Павлове смрти.
Постоје спекулације Бруса Винтера да је Јеврејима приступ сопственој храни у Коринту био онемогућен након Павловог одласка. Према овој теорији, Павле је наложио хришћанским незнабошцима да одржавају приступ Јевреја храни у складу са њиховим дијететским законима. Ову спекулацију оспорава Давид Рудолф, који тврди да нема доказа који би подржали ову теорију. Он уместо тога тврди да је Павле желео да хришћански незнабошци остану асимиловани у својим незнабожачким заједницама и да не усвајају јеврејске дијететске процедуре.

### Средњовековна римска (византијска) ера
Град је у великој мери уништен у земљотресима 365. и 375. године н. е., након чега је уследила инвазија Алариха 396. године. Град је обновљен након ових катастрофа у монументалном обиму, али је покривао много мању површину него раније. Четири цркве су се налазиле у самом граду, још једна на цитадели Акрокоринта, и монументална базилика у луци Лехајон.
Током владавине цара Јустинијана I (527–565), подигнут је велики камени зид од Саронског до Коринтског залива, штитећи град и полуострво Пелопонез од варварских инвазија са севера. Камени зид био је дугачак око шест миља (10 км) и назван је Хексамилион („шест миља“).
Коринт је пропадао од 6. века надаље, и можда је чак пао под варварске освајаче почетком 7. века. Главно насеље се преселило из доњег града на Акрокоринт. Упркос томе што је постао престоница теме Хеладе и, после око 800. године, теме Пелопонеза, тек у 9. веку град је почео да се опоравља, достигавши свој врхунац у 11. и 12. веку, када је био место процвата индустрије свиле.
У новембру 856. године, земљотрес у Коринту усмртио је процењених 45.000 људи.
Богатство града привукло је пажњу Итало-Нормана под Руђером II Сицилијанским, који су га опљачкали 1147. године, одводећи многе заробљенике, посебно ткаче свиле. Град се никада није у потпуности опоравио од норманског пљачкања.

### Кнежевина Ахаја
Након пљачке Константинопоља од стране Четвртог крсташког рата, група крсташа под француским витезовима Вилијамом I од Ахаје и Жофроом I Вилардуеном извршила је освајање Пелопонеза. Коринћани су се одупирали франачком освајању из своје тврђаве у Акрокоринту, под командом Лава Сгура, од 1205. до 1210. године. 1208. године Лав Сгур се убио скочивши са врха Акрокоринта, али је отпор настављен још две године. Коначно, 1210. године тврђава је пала у руке крсташа, и Коринт је постао пуноправни део Кнежевине Ахаје, којом су владали Вилардуени из своје престонице у Андравиди у Елиди. Коринт је био последњи значајан град Ахаје на њеним северним границама са другом крсташком државом, Атинским војводством. Османлије су заузеле град 1395. године. Византинци из Морејске деспотовине су га поново заузели 1403. године, а деспот Теодор II Палеолог, обновио је Хексамилионски зид преко Коринтске превлаке 1415. године. 

### Османска владавина
1458. године, пет година након коначног Пада Константинопоља, Турци Османског царства освојили су град и његов моћни замак. Османлије су га преименовале у  и учиниле га санџаком (округом) унутар Румелијског ејалета. Млечани су заузели град 1687. године током Морејског рата, и остао је под млетачком контролом док Османлије нису поново заузеле град 1715. године. Коринт је био престоница Морејског ејалета 1715–1731, а затим поново престоница санџака до 1821. године.

### Независност
Током Грчког рата за независност, 1821–1830, град су оспоравале османске снаге. У то време, хришћанска албанска племена која су живела северно од Коринтске превлаке напала су акропољ града. Било их је око 2000 мускетара против османских трупа. Град је званично ослобођен 1832. године након Лондонског споразума. 1833. године, локалитет је разматран међу кандидатима за нову престоницу новоосноване Краљевине Грчке, због свог историјског значаја и стратешког положаја. Нафплио је изабран у почетку, а затим Атина.

## Древни град и његова околина

### Акрокоринт, акропољ
Акрокоринт (грч. Ἀκροκόρινθος), акропољ древног Коринта, је монолитна стена која је била континуирано насељена од архајских времена до почетка 19. века. Архајски акропољ града, већ лако одбрањив положај због своје геоморфологије, додатно је снажно утврђен током Византијског царства када је постао седиште стратегоса теме Хеладе. Касније је био тврђава Франака након Четвртог крсташког рата, Млечана и Османлија. Са сигурним водоснабдевањем, тврђава Акрокоринт коришћена је као последња линија одбране у јужној Грчкој јер је контролисала Коринтску превлаку, одбијајући непријатеље од уласка на Пелопонеско полуострво. Три кружна зида чинила су вештачку одбрану брда. Највиши врх на локалитету био је дом храма Афродите који је христијанизован као црква, а затим постао џамија. Америчка школа је започела ископавања на њему 1929. године. Тренутно, Акрокоринт је једно од најважнијих средњовековних утврђења у Грчкој.

### Две луке: Лехајон и Кенхреја
Коринт је имао две луке: Лехајон на Коринтском заливу и Кенхреја на Саронском заливу. Лехајон је била главна лука, повезана са градом низом дуги зидови дужине око 3 km (1,9 mi), и била је главна трговачка станица за Италију и Сицилију, где је било много коринтских колонија, док је Кенхреја служила трговини са источним Медитераном. Бродови су се могли транспортовати између две луке помоћу диолкоса који је изградио тиранин Периандар.

## Ископавања
Коринтска ископавања од стране Америчке школе класичних студија у Атини почела су 1896. године и настављена су са малим прекидима до данас. Ограничена модерним селом Древни Коринт, које се директно налази изнад древног града, главни фокус истраживања Школе био је на подручју око Аполоновог храма из средине 6. века п. н. е. Овај доминантни споменик био је једна од ретких карактеристика локалитета видљивих од антике. Археолози попут Берт Хоџ Хил, Карл Блеген, Вилијам Динсмур старији, Оскар Бронер и Рис Карпентер радили су на откривању већег дела локалитета пре Другог светског рата. Од тада, под вођством директора Хенрија Робинсона (1959–1965), Чарлса К. Вилијамса II (1965–1997) и Гаја Д. Р. Сандерса (1997–данас), ископавања су разјаснила археолошку историју града. Истраживања су открила остатке који се протежу од раног неолита (6500-5750. п. н. е.) до раног модерног доба.
Археолошки радови су такође обављени изван непосредног подручја центра села, укључујући Светилиште Деметре и Коре на падинама Акрокоринта, у Грнчарској четврти, на локалитетима Светилишта Асклепија и Кенхрејске капије базилике. Тренутна истраживања фокусирају се на подручје поља Панагија, које се налази југоисточно од Форума. Ископавања Школе и пројекти повезани са АСЦСА такође су интензивно истраживали шире подручје Коринтије, укључујући околна насеља Кораку, Кенхреја и Истмија. Налази из ових радова смештени су у Археолошком музеју древног Коринта.

## Модерни Коринт
1858. године, село које окружује рушевине Древног Коринта уништено је у земљотресу, што је довело до оснивања Новог Коринта 3 km (1,9 mi) североисточно од древног града. 

## Важни споменици
- Акрокоринтско светилиште Деметре и Коре
- Асклепијеион у Коринту
- Базилика Јулија (Коринт)
- Бема (Древни Коринт) (касније Црква апостола Павла)
- Фонтана Глауке
- Пирена (фонтана)
- Римски одеон у Коринту
- Свети извор у Коринту
- Јужна стоа
- Храм Е у Коринту
- Аполонов храм (Коринт)

## Значајни људи

### Античка Грчка
- Архија (8. век п. н. е.), оснивач Сиракузе
- Десмон (8. век п. н. е.), спортиста
- Диокле (8. век п. н. е.), спортиста
- Диоген из Синопе, 4. век п. н. е., један од најпознатијих киника на свету
- Еумел (8. век п. н. е.), песник
- Периандар (7. век п. н. е.), наведен као један од Седам мудраца Грчке
- Ксенијад (5. век п. н. е.), филозоф
- Ксенофонт (5. век п. н. е.), спортиста
- Динарх (4. век п. н. е.), говорник и логограф
- Тимолеон (4. век п. н. е.), државник и генерал
- Еуфранор (4. век п. н. е.), вајар и сликар
- Ахаик (1. век н. е.), хришћанин
- Адријан из Коринта (3. век н. е.), хришћански светац и мученик
- Квадрат (3. век н. е.), хришћански светац и мученик

### Средњи век
- Киријак Отшелник (5. век), хришћански светац
- Вилијам од Мербекеа (13. век), први преводилац Аристотелових дела на латински

## У књижевности
- Алкмеон у Коринту, драма грчког драматичара Еурипида, премијерно изведена 405. п. н. е.
- Краљица Коринта, драма енглеског драматичара Џона Флечера, објављена 1647.